# Matra-Cantinieau MC.101
Les Cantinieau C.100 et Matra-Cantinieau MC.101 sont des hélicoptères expérimentaux français conçus par l'ingénieur Jean Cantinieau dit « Le sensible ». Ils sont à l'origine de plusieurs hélicoptères développés en Espagne par la firme Aerotécnica.   

## Cantinieau C.100
À la fin des années 1940 Jean Cantinieau, ingénieur à la SNCASO autodidacte sec et nerveux, conçut avec l’aide de M.Decroze un hélicoptère léger monoplace expérimental. Le fuselage se composait d’une simple structure tubulaire métallique, reposant sur trois roues identiques et supportant le siège du pilote et un rotor tripale. Le moteur était installé juste devant la tête de rotor pour limiter les liaisons mécaniques et les vibrations, et un simple tube métallique supportait le rotor anticouple bipale. 
Ce prototype effectua son premier vol le 10 novembre 1951 à St Cyr et se comporta relativement bien. Mais il n’effectua que trois vols d’essais, Jean Cantinieau travaillant déjà sur un modèle plus évolué et biplace, le Matra-Cantinieau MC.101.

## Matra-Cantinieau MC.101
Très rapidement Jean Cantinieau abandonna le C.100 pour un appareil biplace et plus puissant. L’aspect général était conservé, mais la structure simplifiée, la machine reposant sur deux patins. Deux appareils [F-WGIX/Y] furent construits par la société Matra et Gérard Henry réalisa le premier vol le 11 novembre 1952 à Buc. Cet hélicoptère volait parfaitement bien mais n’intéressa pas le marché français.

## Aerotécnica AC-11
Cédant aux propositions du Marquis del Merito, Jean Cantinieau transféra donc son activité chez Aerotécnica début 1953, les MC.101 devenant AC.11. Mais il apparut rapidement que l’AC.11 était sous-motorisé pour le climat chaud et l’altitude élevée de Madrid. Ces prototypes furent donc dans un premier temps remotorisés avec des moteurs Lycoming O-320 de 150 ch, puis abandonnés au profit de l’AC-12.

## Sources
- R. W. Simpson, Airlife's Helicopters and Rotorcraft. Airlife Publishing, Ramsbury (1998).